# Kinsale
Kinsale (Irsk: Cionn tSáile) er en irsk by i County Cork i provinsen Munster, i den sydlige del af Republikken Irland med en befolkning (inkl. opland) på 4.099 indb i 2006 (3.554 i 2002)